# Pál apokalipszise
Pál apokalipszise újszövetségi apokrif irat.
A mű szerzője ismeretlen, de egyes kutatók szerint valószínűleg egy egyiptomi cenobita volt. A megírásának az idejét a 3–4. századra teszik.
A mű arról ír, hogy „Pál apostol” a harmadik égig elragadtatott, és ott hallott „elmondhatatlan dolgokat”. Az ilyen elbeszélések lehetőséget kínáltak az apokrifok írására, jelen esetben Pál látomásának elbeszélésére.
A könyvnek a középkorban nagy volt a tekintélye, feltehetően hatott Dante Isteni színjátékára is.